# 새로운 역사 교과서를 만드는 모임
새로운 역사 교과서를 만드는 모임(일본어: 新しい歴史教科書をつくる会 아타라시이레키시쿄카쇼오츠쿠루카이[*], 문화어: 새 력사교과서를 만드는 모임)은 일본의 역사에 대한 새로운 관점을 전파하기 위해 1997년에 결성된 일본의 우익 단체로, 일본에서는 만드는 모임(일본어: つくる会 츠쿠루카이[*]), 대한민국에서는 새역모(新歴會)라는 약칭으로도 불린다.
이 모임은 후소샤(扶桑社)를 통해 《개정판 새로운 역사 교과서》를 출판하였는데, "난징 대학살"을 "난징 사건(南京事件)"이라고 바꾸어 부르고, "위안부(慰安婦)"라는 용어를 계속 사용하는 등, 일본 제국 시절의 전시 활동을 빠뜨리거나 축소하는 태도로 말미암아 대한민국, 조선민주주의인민공화국, 중국 등으로부터 많은 비판을 받고 있다. 이 교과서는 또한 독도와 센카쿠 열도, 쿠릴 열도 남단 4개 섬의 영유권을 강조하고 있다.
일본정책연구센터(일본어: 日本政策研究センター)는 〈여기가 이상한 중국과 한국의 역사 교과서〉(일본어: ここがおかしい中国・韓国歴史教科書)라는 이름의 소책자를 통해 한국과 중국의 역사 교과서가 반일 선전을 담고 있다고 비난하고, 교과서들을 비교해 볼 것을 주장하였다.
일본은 초등학교와 중학교, 고등학교 역사 교과서에 대해 검정교과서 제도를 실시하고 있다. 따라서 일본 문부성의 검정기준을 통과하는 한 민간 출판사에서 역사 교과서를 자유롭게 만들 수 있다.

## 같이 보기
- 가세 히데아키 - 우익 성향인 지유샤의 대표이사.
- 일본회의
- 일본의 전쟁 범죄
- 일본의 우익 단체
- 황민화정책
- 팔굉일우
- 천황제 파시즘
- 난징의 진실 (영화)
- 교과서포럼
- 대한민국의 뉴라이트